# Grijze reuzennachtzwaluw
De grijze reuzennachtzwaluw (Nyctibius griseus) is een vogel uit de familie reuzennachtzwaluwen (Nyctibiidae).

## Kenmerken
Het verenkleed is zandbruin. De vogel heeft gele ogen. Dit is bij beide geslachten gelijk. De lichaamslengte bedraagt 33 tot 38 cm en het gewicht 150 tot 250 gram.

## Leefwijze
Deze solitaire vogel zit overdag rechtop in bomen en tracht op een afgebroken tak te lijken, om niet door roofdieren te worden opgemerkt. Het is een nachtactief dier, dat vliegende insecten vangt vanaf een hoge zitplaats.

## Voortplanting
In de broedtijd worden paren gevormd. Het legsel bestaat uit één ei, dat wordt gelegd in een kwastgat of kuiltje op een tak.

## Verspreiding en leefgebied
Deze soort komt voor van Nicaragua door Midden-Amerika naar Colombia en noordelijk Zuid-Amerika, het Amazonegebied naar het noorden van Argentinië en Uruguay. Het is de meest voorkomende nachtzwaluw in Brazilië en is te vinden in een breed scala van habitats van bos naar open bos naar grasland en plantages.
De soort telt 2 ondersoorten:
- N. g. panamensis: van oostelijk Nicaragua tot westelijk Panama, westelijk Colombia en westelijk Ecuador.
- N. g. griseus: noordelijk en centraal Zuid-Amerika, oostelijk van de Andes.

## Status
De grijze reuzennachtzwaluw heeft een groot verspreidingsgebied en daardoor is de kans op de status kwetsbaar (voor uitsterven) niet groot. De grootte van de populatie is niet gekwantificeerd, maar gaat in aantal achteruit. Echter, het tempo ligt onder de 30% in tien jaar (minder dan 3,5% per jaar). Om deze redenen staat deze nachtzwaluw als niet bedreigd op de Rode Lijst van de IUCN.